# Rafael García y García de Castro
Rafael García y García de Castro (Miranda del Castañar, Salamanca, 18 de octubre de 1895-Granada, 3 de febrero de 1974) fue un religioso español, sacerdote católico, obispo de Jaén y arzobispo de Granada.

## Biografía
Fue catedrático de Derecho Natural y de Sagrada escritura en la Universidad Pontificia de Comillas. Desde 1926 ocupó el cargo de canónigo lectoral de la Catedral de Granada. En 1932 participó en la fundación del periódico de Granada IDEAL y a partir de 1936 fue rector del Colegio Mayor San Bartolomé y Santiago, también de Granada.
En 1939, al finalizar la Guerra Civil fue nombrado vicario general del Obispado de Jaén, hasta que a finales de 1942 fue nombrado obispo de la misma diócesis, de la que tomó posesión ese mismo año. En 1953 convocó el VIII Sínodo Diocesano que se celebró en la Catedral de Jaén.
En 1953 fue nombrado arzobispo de Granada, aunque continuó como administrador apostólico de Jaén hasta el nombramiento de su sucesor Félix Romero Mengíbar en 1954.
Participó en las sesiones del Concilio Vaticano II e influyó en la designación de la Virgen María como Madre de la Iglesia.
Su discurso de ingreso en Real Academia de Bellas Artes de Granada versó sobre «El arte religioso en los días de Isabel la Católica», cuyo proceso de beatificación había documentado y sobre cuyas virtudes trató en una de sus obras.
Atendido por las Siervas de María, falleció en Granada el 3 de febrero de 1974, siendo arzobispo titular de la archidiócesis. Sus restos fueron inhumados en la Catedral de Granada.

## Obra
Aparte de numerosas pastorales, algunas de contenido social (v.g.: Trabajo y producción), conferencias, discursos y prólogos de libros, es autor, entre otras de las siguientes obras publicadas:
- Los «intelectuales» y la Iglesia (1934);
- ¿El Catolicismo en crisis? (1935);
- Los apologistas españoles: [1830-1930] (1935);
- Menéndez y Pelayo: El sabio y el creyente (1936);
- La tragedia espiritual de Vizcaya (1938);
- Vázquez de Mella: sus ideas, su persona (1940);
- El Evangelio de los domingos (1943);
- Nuestra Señora de la Capilla: madre, patrona y reina de Jaén (1950);
- El Evangelio de ayer y de hoy (1954);
- Criterios de Menéndez Pelayo (1956);
- Virtudes de la Reina Católica (1961).

Escribió un estudio sobre Menéndez Pelayo y su Historia de los heterodoxos españoles que ha sido incluido en algunas ediciones de esta obra.

## Distinciones
- Académico de Ciencias Históricas de Toledo (1926).
- Académico de la Real Academia de Bellas Artes de Granada (1960).
- Medalla de oro de Granada.
- Gran Cruz de San Raimundo de Peñafort (1958).
- Gran Cruz de Cisneros (1944).